# Briheni, Bihor
Briheni este un sat în comuna Lunca din județul Bihor, Crișana, România.

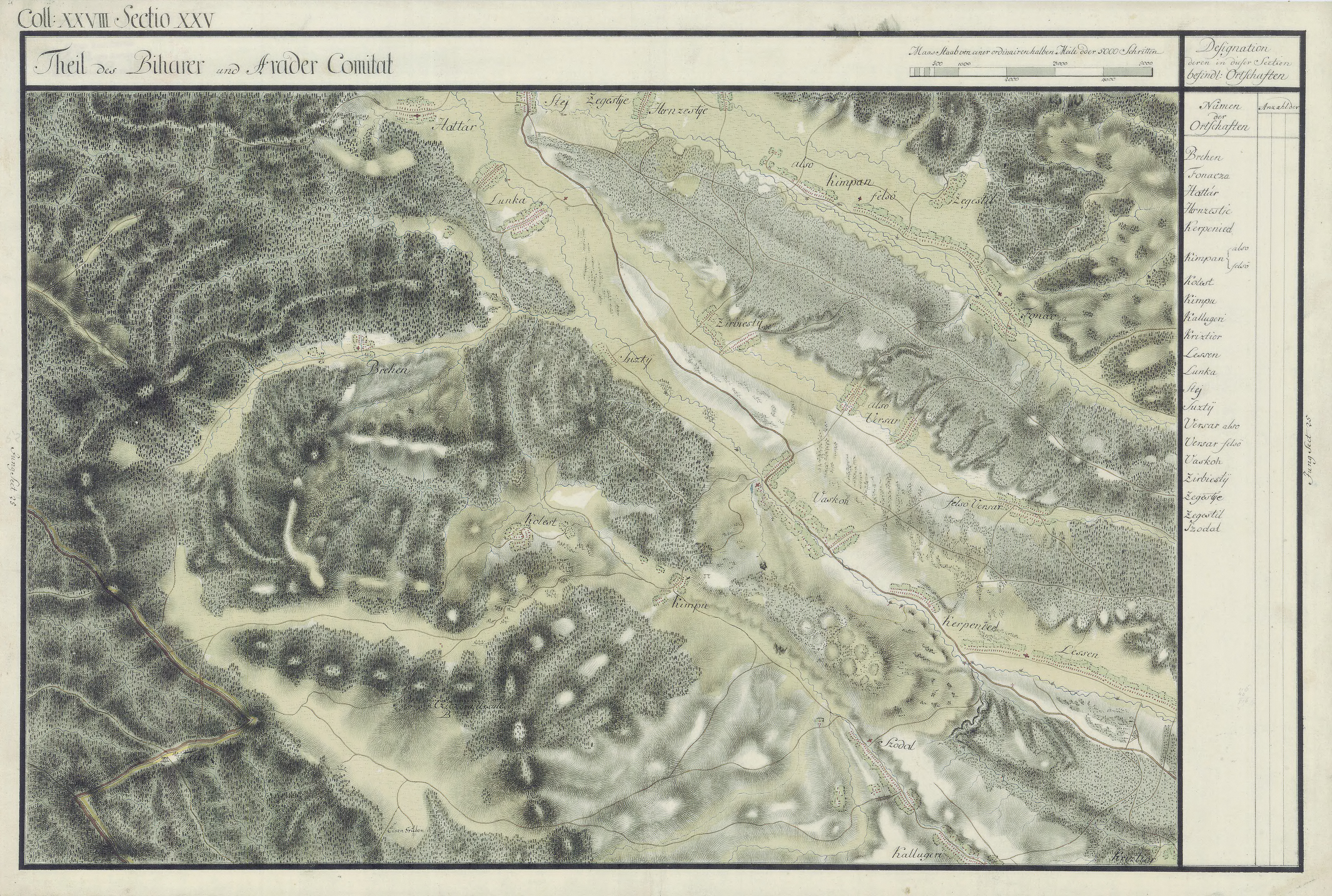
Briheni în Harta Iozefină a Comitatului Bihor, 1782-85

## Istoric
Satul este atestat documentar din anul 1588 (Brehen). 

 Acest articol despre o localitate din județul Bihor este deocamdată un ciot. Puteți ajuta Wikipedia prin completarea lui.